# Sindrome da astinenza da antidepressivi
La sindrome da astinenza da antidepressivi, o sindrome da sospensione, è una condizione iatrogena caratterizzata da una serie di sintomi neuropsichiatrici e vegetativi che si verifica a seguito della riduzione del dosaggio di un farmaco antidepressivo. I sintomi più comuni consistono in mal di testa, disturbi del sonno, alterazione dell'umore, ansia, sintomi simil-influenzali, vertigini e sensazione di scossa alla testa (brain-zaps). Generalmente i sintomi sono lievi, tendono a risolversi autonomamente in 1-2 settimane e possono essere diminuiti riducendo gradualmente il dosaggio del farmaco, raramente possono durare più a lungo richiedendo un trattamento specifico.
Sebbene quasi tutti gli antidepressivi possano causare sintomi da sospensione, i più noti per determinare questo tipo di disturbo sono gli inibitori selettivi della ricaptazione della serotonina (SSRI) e gli inibitori della ricaptazione della serotonina e noradrenalina (SNRI).

## Descrizione generale
La sindrome da sospensione di antidepressivi è stata riportata per la prima volta negli anni '50, studiando l'antidepressivo triciclico imipramina. Nel corso degli anni, praticamente tutte le principali classi di antidepressivi si sono dimostrate in grado di produrre sintomi da sospensione, tra cui altri triciclici (amitriptilina, clomipramina, desipramina), IMAO (tranilcipromina, fenelzina), SSRI (fluoxetina, paroxetina, sertralina), SNRI (venlafaxina, duloxetina) e i farmaci di nuova generazione.
Gli autori tendono a parlare di sindromi da sospensione piuttosto che di astinenza per evitare possibili associazioni tra gli antidepressivi e gli stupefacenti. Infatti gli antidepressivi non sono generalmente in grado di dare dipendenza psichica, tuttavia a seguito di un uso prolungato si può produrre uno stato di dipendenza fisica che potrebbe determinare sintomi astinenziali spiacevoli al punto da rendere difficile l'interruzione del trattamento.
La diagnosi avviene su base sintomatica nel corso di una visita con uno specialista, volta ad escludere cause patologiche o altre cause come il rebound (ritorno della patologia trattata). Non sono stati ancora definiti dei criteri diagnostici ufficiali, anche se degli schemi di diagnosi e diverse interviste strutturate sono state proposte e a volte entrate nella pratica clinica.
Benché si tratti di un disturbo diffuso, anche a causa della notevole diffusione degli antidepressivi, alcuni autori hanno evidenziato una insufficiente comunicazione ai pazienti e interesse scientifico. Ad esempio, un comitato consultivo del 2009 della FDA ha rilevato che i rapporti aneddotici online sulla sindrome da sospensione di duloxetina includevano sintomi gravi e superavano in numero le segnalazioni di paroxetina e venlafaxina di oltre il 250% (sebbene ciò potrebbe essere stato influenzato dal fatto che la duloxetina è un farmaco più recente) ed ha inoltre evidenziato che le informazioni sulla sicurezza fornite dal produttore non solo trascuravano informazioni importanti sulla gestione della sindrome da sospensione, ma sconsigliavano anche esplicitamente di aprire le capsule, una pratica necessaria per ridurre gradualmente il dosaggio.
| Farmaco                                                                             | Schema di riduzione del dosaggio                                                    | Sintomi di sospensione |
| ----------------------------------------------------------------------------------- | ----------------------------------------------------------------------------------- | --- |
| MAOI                                                                                |                                                                                     | |
| Fenelzina                                                                           | Ridurre 15 mg a settimana                                                           | Mal di testa, insonnia, movimenti involontari, agitazione, catatonia, delirio, allucinazioni                                                                                              |
| Triciclici                                                                          |                                                                                     | |
| ▪ Amitriptilina ▪ Clomipramina ▪ Desipramina ▪ Doxepin ▪ Imipramina ▪ Nortriptilina | Diminuire gradualmente nel corso di 3 mesi                                          | Sintomi simil-influenzali, mal di testa, letargia, insonnia, vertigini, nausea, tremori, agitazione, ansia, umore basso                                                                   |
| SSRI                                                                                |                                                                                     | |
| Fluoxetina                                                                          | Diminuzione graduale generalmente non necessaria                                    | Sintomi simil-influenzali, mal di testa, letargia, disturbi addominali, diarrea, insonnia, nausea, vertigini, irritabilità, sensazione di scossa elettrica alla testa, ansia, umore basso |
| Paroxetina                                                                          | Diminuzione di 10 mg ogni 5-7 giorni fino al dosaggio di 5-10 mg, poi interrompere  | Sintomi simil-influenzali, mal di testa, letargia, disturbi addominali, diarrea, insonnia, nausea, vertigini, irritabilità, sensazione di scossa elettrica alla testa, ansia, umore basso |
| Sertralina                                                                          | Diminuzione di 50 mg ogni 5-7 giorni fino al dosaggio di 25-50 mg, poi interrompere | Sintomi simil-influenzali, mal di testa, letargia, disturbi addominali, diarrea, insonnia, nausea, vertigini, irritabilità, sensazione di scossa elettrica alla testa, ansia, umore basso |
| SNRI                                                                                |                                                                                     | |
| Venlafaxina                                                                         | Diminuzione di 25 mg ogni 5-7 giorni fino al dosaggio di 25-50 mg, poi interrompere | Sintomi simil-influenzali, mal di testa, letargia, nausea, insonnia, disequilibrio, sensazione di scossa elettrica alla testa, ansia, umore basso                                         |

## Eziologia
I meccanismi biologici alla base della sindrome da sospensione di antidepressivi non sono stati ancora identificati in modo definitivo. L’ipotesi più accettata è che l’assunzione prolungata di un farmaco antidepressivo causi degli adattamenti progressivi nella chimica e nel funzionamento cerebrale che, in quanto tali, impiegano diverso tempo per ristabilirsi quando il trattamento viene interrotto o la dose diminuita.
Sono stati finora ipotizzati almeno 3 possibili sistemi recettoriali che potrebbero contribuire alla comparsa di questa sintomatologia: il sistema recettoriale per la serotonina, quello per la noradrenalina e quello colinergico. Nel caso dei farmaci ad azione sulla ricaptazione della serotonina (come SSRI ed SNRI) si ipotizza, ad esempio, che i sintomi di astinenza si verifichino a causa della rapida riduzione della disponibilità di serotonina quando il trattamento viene interrotto o la dose diminuita. Inoltre, altri sistemi recettoriali legati indirettamente alla serotonina, come ad esempio quello della acetilcolina, potrebbero essere coinvolti nella genesi dei disturbi.
Lo sviluppo di modelli animali per spiegare il meccanismo alla base di questo fenomeno clinico è stato molto difficile e gli studi sull'uomo sono pressoché assenti. Una differenza fondamentale con la sindrome da astinenza da sostanze da abuso, è che non è presente il sintomo della ricerca ossessiva della sostanza e quindi non c’è il rischio di dipendenza psichica.

## Prevalenza e sintomi
Mediamente, tra il 20% ed il 50% delle persone che interrompono o diminuiscono il dosaggio di un trattamento con antidepressivo sperimentano sintomi da sospensione che tendono a manifestarsi entro 1-3 giorni, specie in chi ha assunto il farmaco per almeno 4 settimane e lo ha interrotto senza seguire un adeguato schema di sospensione. Benché medicalmente non gravi, i sintomi sono valutati dal 50% circa dei soggetti come severi.
Generalmente i sintomi tendono a risolversi autonomamente in 1-4 settimane, senza la necessità di trattamenti aggiuntivi; nei casi più severi e duraturi si può optare per una re-introduzione del farmaco, al fine di seguire uno schema di sospensione particolarmente graduale, o il passaggio ad un farmaco analogo con una emivita più lunga. La paroxetina (Sereupin) e la venlafaxina (Effexor) sono tra i più difficili da interrompere e per la prima è stato riportato un caso di sindrome da astinenza durata oltre 18 mesi.
I sintomi comunemente riportati includono sintomi simil-influenzali (nausea, vomito, diarrea, mal di testa, sudorazione), disturbi del sonno (insonnia, incubi, sonnolenza costante), disturbi del movimento e sensoriali (problemi di equilibrio, tremori e vertigini), disturbi dell'umore (disforia, ansia o agitazione), disturbi cognitivi (confusione e iper-eccitazione), sensazione di scossa alla testa (chiamata comunemente brain-zaps e innescata specie da movimenti oculari laterali, a volte accompagnata da vertigini, dolore o sintomi dissociativi) in particolare per i farmaci ad azione sulla serotonina; in alcuni casi, l'interruzione repentina degli inibitori della monoamino ossidasi è stata associata a psicosi acuta. Complessivamente, più di cinquanta sintomi sono stati segnalati.